# 길다스 사피엔스

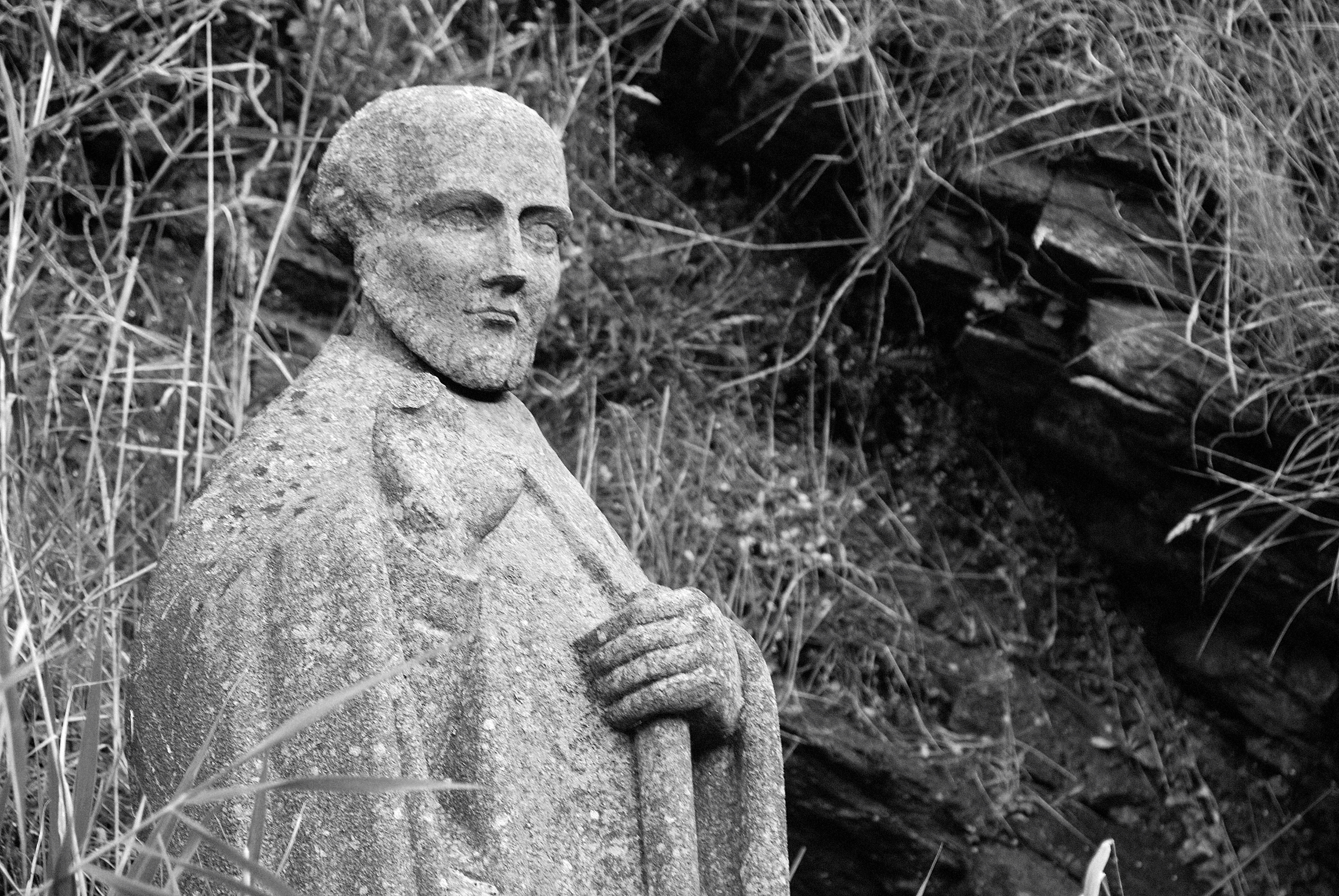

길다스 사피엔스(라틴어: Gildas Sapiens: 500년경 - 570년)는 6세기 브리튼의 수도승이다. 앵글로색슨인의 브리튼 섬 정착 이전의 역사를 다룬 《브리튼의 파괴와 정복에 관하여》를 저술한 것으로 가장 잘 알려져 있다. 로마 이후 시대 브리튼의 기독교 인물들 중 관련 기록이 가장 풍부하게 남아있는 인물 중 하나이다. 말년에는 브르타뉴로 이주하여 수도원을 세웠는데 이것이 오늘날 프랑스의 생길다스데뤼스 코뮌의 유래이다.

## 같이 보기
- 프로코피오스